# Killer Instinct
Killer Instinct é uma série de jogos eletrônicos de luta originalmente criada e desenvolvida pela Rareware ou Rare como é mais conhecida, e publicada pela Midway Games, Nintendo e Xbox Game Studios para arcades, computadores e consoles. O jogo Killer Instinct original foi lançado para arcades em 1994, o jogo foi lançado para Super Nintendo (SNES) e Game Boy em 1995. Sua sequência, Killer Instinct 2 foi lançada para arcades em 1996, o jogo foi então lançado como Killer Instinct Gold para o Nintendo 64. A série foi reiniciada pela Xbox Game Studios com novo lançamento de Killer Instinct em 2013 para o Xbox One.

## Jogabilidade
Killer Instinct é um jogo de luta de combate corpo a corpo um contra um. O jogo toma emprestado o conjunto de ataque de Street Fighter e também é inspirado nos movimentos de Mortal Kombat.
Existem também vários recursos que o distinguem de outras franquias:
- Uma barra de energia dupla: em vez de ganhar duas rodadas, cada jogador tem duas barras de energia. Se um personagem terminar com a primeira barra de vida do oponente, a luta para e recomeça como um round, mas o personagem vencedor ainda mantém a quantidade de energia que tinha naquele momento. O jogador que esgotar a segunda barra de vida do oponente vence a luta.
- Combos automáticos: em vez de pressionar os botões necessários para desferir os ataques individuais que formam um combo, em Killer Instinct os combos são automatizados e podem ser ativados inserindo um determinado botão ou movimento especial (que faz com que o personagem desfira uma série de golpes exitos).[3]
- Movimentos finais: Presentes no primeiro e no segundo jogos e lembrando Fatalities de Mortal Kombat, cada personagem possui pelo menos dois movimentos conhecidos como No Mercy (Danger Move em revisões posteriores) para matar o oponente de forma violenta. Um desses movimentos No Mercy pode ser executado no final de um combo (que é rotulado como Ultimate combo), quando a barra de vida do oponente pisca em vermelho (quando sua segunda barra vai se esgotar), embora use uma combinação diferente de movimentos. Ao contrário de um Mortal Kombat Fatality, o movimento No Mercy não envolve sangue e desmembramento. Outro finalizador é a Humilhação, que obriga o oponente a dançar (o estilo de dança depende do personagem), mas só pode ser utilizado se o jogador tiver sua primeira barra de vida. Finalizar movimentos que matam o oponente pode alterar o final que o jogador recebe ao vencer o jogo se o oponente for significativo para a história do jogador em Killer Instinct 2.
- Ultra Combo: Outro finalizador; ele funciona como um combo Ultimate, embora este permita ao personagem desferir uma longa sequência de acertos como finalizador do combo, geralmente ultrapassando 20 acertos, e às vezes pode atingir mais de 80 acertos. Ultra combos matam o oponente, o que pode alterar o final que o jogador recebe ao vencer o jogo se o oponente for significativo para a história do jogador e se o jogo implementar múltiplos finais por personagem.             
  - Stage Ultra: Semelhante ao ultra combo incluindo o fato de matar a vítima, mas é exclusivo para o estágio de luta e posicionamento dos lutadores. Quando executado corretamente, pode ser tão simples quanto derrubar um jogador de um prédio ou selá-lo em um livro mágico.
- Combo Breaker: O jogador que está sendo pego em um combo pode sair dele executando um movimento de combo breaker. O combo breaker é um movimento especial designado do personagem do jogador. Um combo pode ser quebrado no estágio de duplicação automática ou de vinculação. Para quebrar um auto-double com sucesso, o jogador deve usar o movimento breaker com uma força menor do que o próprio auto-double (ou seja, para quebrar um auto-double Médio, o jogador deve usar um Quick breaker). O combo também pode ser quebrado no estágio do vinculador. Nesta fase o jogador pode usar qualquer força de quebra, tornando combos longos um assunto arriscado. Além disso, após executar um combo breaker, uma estrela branca aparecerá na ponta da barra de saúde do breaker, permitindo versões avançadas de alguns movimentos especiais que requerem um comando diferente.[4]
  - No título do Xbox One de 2013, os métodos de quebra são mais específicos, onde a quebra deve ter a mesma força do ataque escolhido pelo oponente, os abridores/finalizadores não podem ser quebrados (a menos que o combo seja abridor-> finalizador). Se tiver sucesso, o jogador derruba o oponente, mas não causa dano. Se a força da pausa ou o momento da pausa não estiverem corretos, o jogador que quebrou será impedido de tentar outra pausa por 3 segundos.
- Valor Knockdown: Introduzido no título de 2013, os ataques combinados esgotam muito pouca saúde à medida que são executados, em vez disso, criam um potencial de dano (indicado por uma névoa branca sobre o medidor de saúde) que deve ser acumulado com um ataque finalizador. Enquanto um combo é executado, o medidor de valor de knockdown é preenchido. Se o combo não for "terminado" quando este medidor estiver cheio, o combo termina imediatamente em um ataque explosivo e todo o dano potencial começa a se regenerar. O Modo Instinto pode ser usado para redefinir esse medidor para vazio e encadear combos ainda mais longos.
- Modo Instinto: Introduzido no título de 2013, conforme um jogador sofre dano ou executa combos, um medidor do modo instinto é preenchido. Quando cheio, o jogador pode ativá-lo para ganhar um bônus único para si mesmo, como os projéteis Endokuken de Jago disparando duas vezes e ganhando um efeito de drenagem de vida e a Orquídea Negra sendo capaz de invocar gatos de fogo para ataques. Se ativado no meio do combo, o valor do knockdown é redefinido, além de qualquer outro bônus.
- Counter Breaker: Introduzido no título de 2013, é semelhante a antecipar o combo breaker. Quando um jogador ofensivo monta um combo, ele pode fazer uma finta de contra-quebra a qualquer momento. Se o jogador adversário responder com um combo break de qualquer força, ele será imediatamente colocado em um bloqueio mais longo que o normal (4 segundos em vez de 3) e o valor de knockdown do jogador será zerado, permitindo um combo ininterrupto ainda mais longo. Se a finta não encontrar um disjuntor de combo, o jogador fica vulnerável ao ataque.[5]

## Jogos Publicados

### Killer Instinct(1994)
Killer Instinct é um jogo de luta arcade desenvolvido pela Rare e publicado pela Midway. Lançado inicialmente nos fliperamas em 1994, o jogo anunciou que seria lançado em 1995 para um console doméstico "Nintendo Ultra 64". O Ultra 64 eventualmente se materializou como Nintendo 64, mas nunca recebeu uma versão do Killer Instinct original. Em vez disso, o jogo recebeu um lançamento de alto nível no SNES lançado em 27 de outubro de 1994 que incluía um CD de faixas de jogos remixadas com um cartucho preto de edição limitada, bem como um lançamento no portátil Game Boy no ano seguinte. Ambas as versões SNES e Game Boy foram publicadas pela Nintendo. Uma porta digital, intitulada Killer Instinct Classic, foi lançada como parte de um pacote com a primeira temporada de sua sequência de 2013 no Xbox One. A versão SNES de Killer Instinct foi relançada como um jogo de Nintendo Switch Online em 21 de fevereiro de 2024.

### Killer Instinct 2 e Killer Instinct Gold(1996)
Um jogo exclusivo de arcade de 1996 desenvolvido pela Rare, licenciado pela Nintendo e fabricado pela Midway. Foi a sequência de Killer Instinct de 94. O jogo também foi portado para o SNES, mas nunca foi lançado. Posteriormente, foi portado para o console Nintendo 64 sob o nome Killer Instinct Gold, e a porta foi publicada pela Nintendo. Uma porta digital, intitulada Killer Instinct 2 Classic foi lançada como parte de um pacote com a segunda temporada de sua sequência de 2013 no Xbox One. Killer Instinct Gold também foi incluído como parte da compilação Rare Replay.

### Killer Instinct(2013)
Uma reinicialização da série Killer Instinct, desenvolvida pela Double Helix Games sob supervisão de Ken Lobb, e o primeiro jogo da série a ser publicado pela Xbox Game Studios uma divisão multinacional da Microsoft, que (anteriormente era chamada de Microsoft Games, Microsoft Game Studios ou Microsoft Studios) foi lançado em novembro de 2013 como título de lançamento para o console Xbox One. Após a aquisição da Double Helix Games pela Amazon, a Iron Galaxy Studios assumiu o desenvolvimento do conteúdo pós-lançamento. O jogo foi lançada para uma versão do Windows 10 e foi lançada em março de 2016 na Windows Store e via Steam em setembro de 2017.

### Jogos LançadosKiller Instinct
Esta é a lista de jogos lançados da série Killer Instinct:
- Killer Instinct 1994 (Arcade), 1995 (Super NES, Game Boy)
- Killer Instinct 2 1996 (Arcade, Nintendo 64)
- Killer Instinct God 1996-1997 (Nintendo 64)
- Killer Instinct 2013 (Xbox One), 2016 (Windows), 2017 (Steam)
- Killer Instinct: Season 3 2016 (Xbox One, Windows)
- killer instinct: Anniversary Edition 2023 (Xbox One, Xbox Series X/S, Windows, Steam)

## Histórias em quadrinhos
São duas séries de quadrinhos inspiradas na saga Killer Instinct, a primeira é de 1996 da Armada, e a segunda é de 2016-2017, da Dynamite Entertainment, mais conhecida pelos quadrinhos The Boys, em parceria com a Microsoft.